# 黑加手环
黑加手环是深圳市如一探索有限公司开发的一种可穿戴设备，于2018年8月7日在小米有品众筹发布。正面配有0.95英寸彩色AMOLED可触摸显示屏。支持50米防水。支持连接天猫精灵。在连接了米家蓝牙网关后，还支持与米家设备联动。

## NFC
黑加手环支持半殘功能NFC，并与小米旗下的小米支付公司合作，支持开通多个地区的交通卡、模拟门禁卡和空白卡功能。

## 规格
- 屏幕：0.95英寸彩色AMOLED触摸屏，分辨率为240x120。[4]
- 按钮：电容式
- 连接性：蓝牙 4.2，NFC
- 重量：19.7克
- 电池容量：120毫安时
- 传感器：加速度计，光学心率监测器，震动马达
- 防水等级：5ATM